# П'ятисхила ротонда
П'ятисхила ротонда (англ. Pentagonal rotunda) є одним із багатогранників Джонсона (J6 або M9 (за Залгаллером).
Багатогранник Джонсона — один із 92 строго опуклих багатогранників, що мають правильні грані, але не є однорідним (тобто він не є правильним багатогранником, архімедовим тілом, призмою або антипризмою). Правильногранні багатогранники названі ім'ям Нормана Джонсона, який першим перелічив їх в 1966 р. 
Також належить до множини багатогранників — ротонд.
П'ятисхила ротонда складена з 17 граней: 10 правильних трикутників, 5 + 1 = 6 правильних п'ятикутників та 1 правильного десятикутника.
10 трикутних і 5 п'ятикутних граней розділяють п'ятикутну верхню основу і десятикутну нижню основу.
До десятикутної грані прилягають 5 п'ятикутних та 5 трикутних граней. Решта 5 трикутних граней оточені 3-ма п'ятикутними гранями.
Має 35 ребер однакової довжини. 5 ребер розташовуються між п'ятикутними та десятикутною гранями, 5 ребер — між трикутними та десятикутною гранями, решта 25 — між п'ятикутними та трикутними гранями.
У п'ятисхилої ротонди 20 вершин: 10 вершини оточені трикутною, п'ятикутною та десятикутними гранями; решта 10 вершин оточені двома п'ятикутними та двома трикутними гранями.

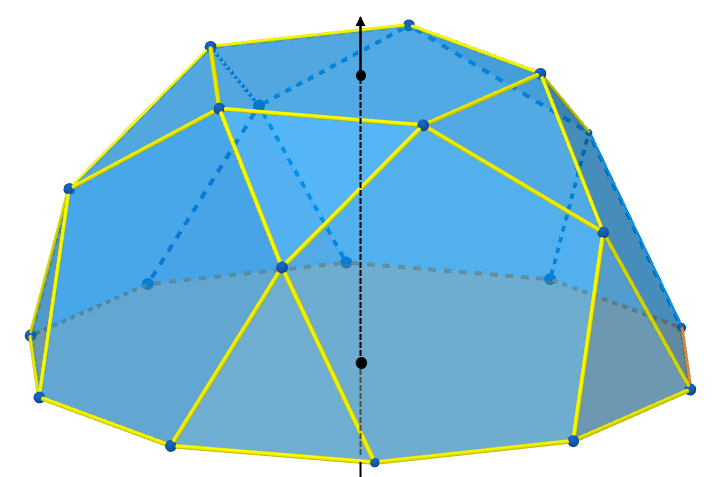
П'ятисхила ротонда

П'ятисхила ротонда має одну вісь поворотної симетрії 5-го порядку; а також п'ять площин дзеркальної симетрії.
Вісь симетрії проходить через центри десятикутної та, паралельної їй, п'ятикутної граней.
Площини симетрії проходять через вісь ротонди та середини сторін нижньої десятикутної основи.
Центру симетрії не має.
П'ятисхила ротонда є одним з елементарних багатогранників Джонсона.:Стор.174
Опуклий многогранник з правильними гранями є елементарним, якщо його неможливо розділити площиною на два менших опуклих багатогранників з правильними гранями.
Тобто цей багатогранник не утворений шляхом поєднання інших елементарних багатогранників між собою, чи з призмами, антипризмами, або нарощенням на гранях тіл Платона чи Архімеда інших багатогранників, чи то шляхом відсіченням їх частин.

### Назва
Норман Джонсон визначає комплекс граней, що оточують вершину типу (3.5.3.5): трикутник-п'ятикутник-трикутник-п'ятикутник — назвою «rotunda».:Стор.175
Оскільки в багатограннику можна виділити п'ять таких «ротонд», звідси й назва «п'ятисхила ротонда».

## Геометрія

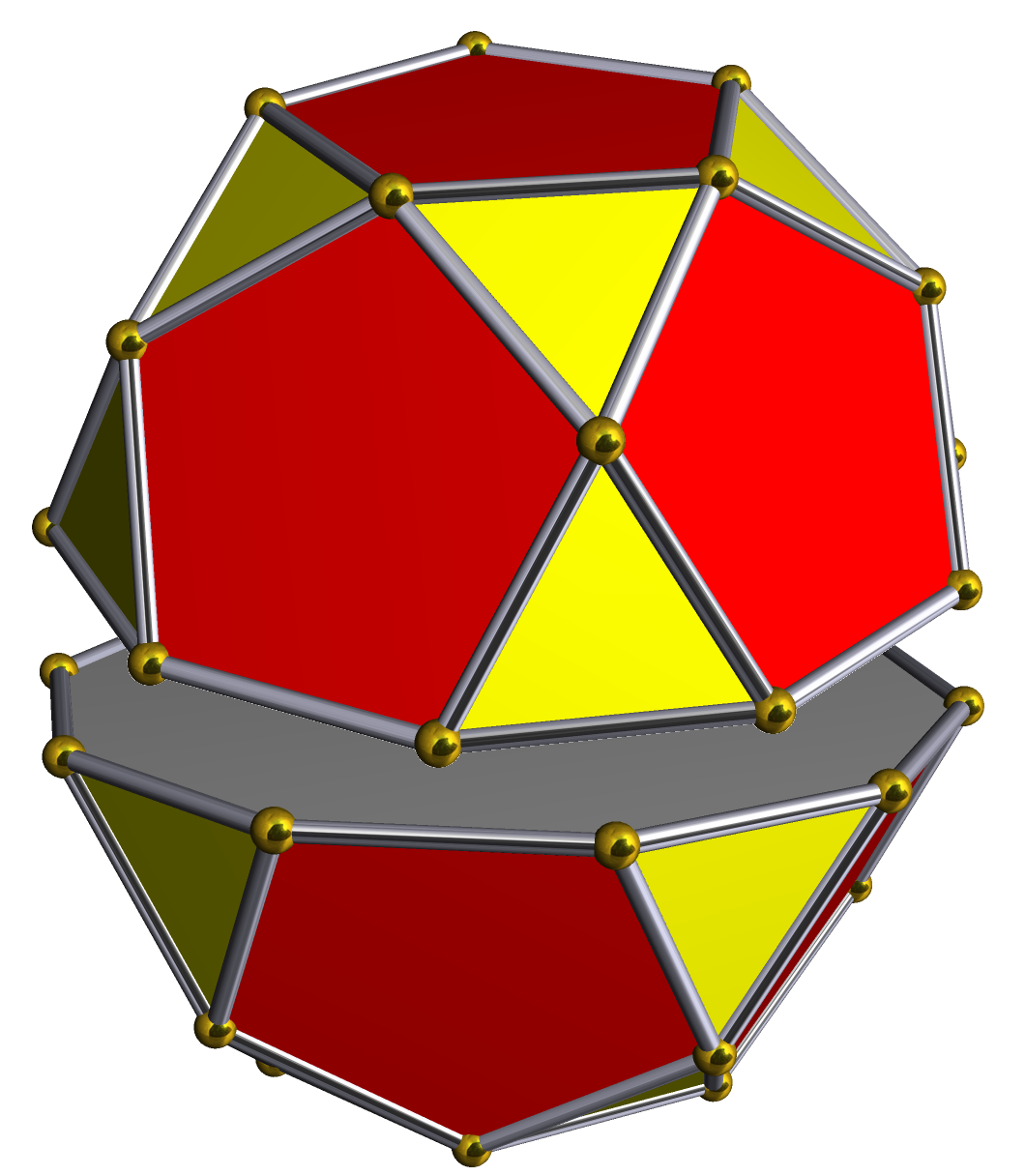
П'ятисхила ротонда як зріз ікосододекаедра

П'ятисхилу ротонду можна отримати як половину ікосододекаедра (напівправильного багатогранника Архімеда), при цьому основа заповнюється десятикутником.
Навпаки, ікосододекаедр може бути отриманий з'єднанням двох п'ятисхилих ротонд у повернутій орієнтації (тобто п'ятикутна грань з'єднана з трикутною), а отже, ікосододекаедр можна назвати по іншому «п'ятисхилою повернутою біротондою» (англ. Pentagonal gyrobirotunda)
З цього випливає, що п'ятисхила ротонда (так само як і ікосододекаедр) має описану та напіввписану сфери, центри яких знаходяться в центрі десятикутної грані.

## Формули

### Діагоналі
Кількість діагоналей опуклого багатогранника: {\displaystyle {\binom {B}{2}}-P}, де В — кількість вершин, Р — кількість ребер багатогранника.
Для п'ятисхилої ротонди:
{\displaystyle {\binom {20}{2}}-35={\frac {20}{2}}\cdot {\frac {19}{1}}-35=190-35=155} діагоналей (65 граневих та 90 просторових).

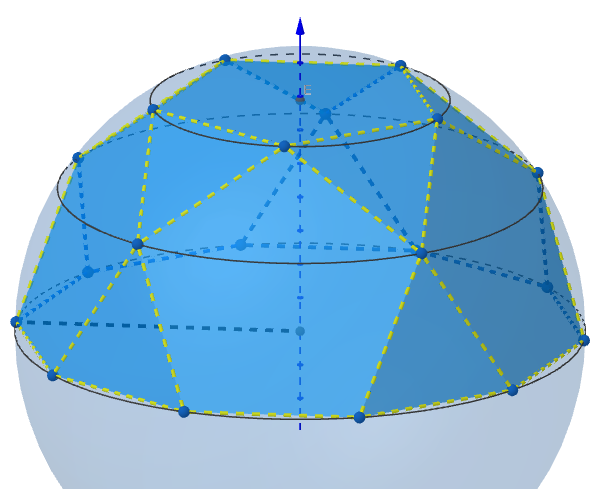
Описана сфера п'ятисхилої ротонди

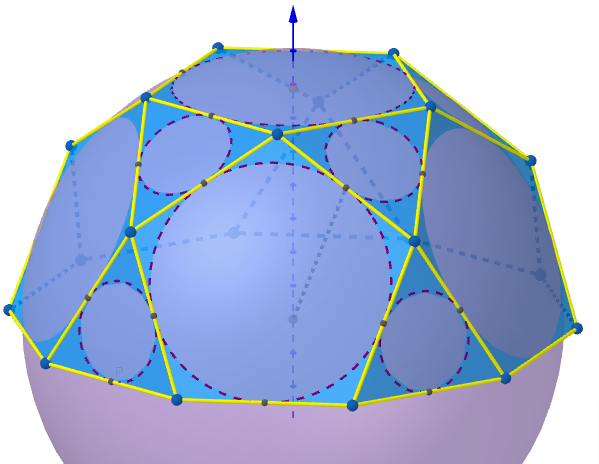
Середньовписана сфера п'ятисхилої ротонди

| Діагоналі п'ятисхилої ротонди з довжиною ребра {\displaystyle a} | Діагоналі п'ятисхилої ротонди з довжиною ребра {\displaystyle a}   | Діагоналі п'ятисхилої ротонди з довжиною ребра {\displaystyle a} | Діагоналі п'ятисхилої ротонди з довжиною ребра {\displaystyle a} |
| ---------------------------------------------------------------- | ------------------------------------------------------------------ | ---------------------------------------------------------------- | ---------------------------------------------------------------- |
|                                                                  | Граневі діагоналі                                                  | {\displaystyle AB={\frac {1+{\sqrt {5}}}{2}}\cdot a}             | ≈ 1.618033988{\displaystyle \cdot a}                             |
| {\displaystyle AC={\sqrt {\frac {5+{\sqrt {5}}}{2}}}\cdot a}     | Граневі діагоналі                                                  | ≈ 1.902113032{\displaystyle \cdot a}                             |                                                                  |
| {\displaystyle AD={\frac {3+{\sqrt {5}}}{2}}\cdot a}             | Граневі діагоналі                                                  | ≈ 2.618033988{\displaystyle \cdot a}                             |                                                                  |
| {\displaystyle AE={\sqrt {5+2{\sqrt {5}}}}\cdot a}               | Граневі діагоналі                                                  | ≈ 3.077683537{\displaystyle \cdot a}                             |                                                                  |
| {\displaystyle AF=(1+{\sqrt {5}})\cdot a}                        | Граневі діагоналі                                                  | ≈ 3.236067978{\displaystyle \cdot a}                             |                                                                  |
| Просторові діагоналі                                             | {\displaystyle BC=AC}                                              | ≈ 1.902113032{\displaystyle \cdot a}                             |                                                                  |
| Просторові діагоналі                                             | {\displaystyle AK={\sqrt {3+{\sqrt {5}}}}\cdot a}                  | ≈ 2.288245611{\displaystyle \cdot a}                             |                                                                  |
| Просторові діагоналі                                             | {\displaystyle ML=AD}                                              | ≈ 2.618033988{\displaystyle \cdot a}                             |                                                                  |
| Просторові діагоналі                                             | {\displaystyle AL=BF={\sqrt {\frac {3(3+{\sqrt {5}})}{2}}}\cdot a} | ≈ 2.802517077{\displaystyle \cdot a}                             |                                                                  |
| Просторові діагоналі                                             | {\displaystyle ME=AE}                                              | ≈ 3.077683537{\displaystyle \cdot a}                             |                                                                  |

### Метричні характеристики
| Для п'ятисхилої ротонди з довжиною ребра {\displaystyle a}:                | Для п'ятисхилої ротонди з довжиною ребра {\displaystyle a}:                                              | Для п'ятисхилої ротонди з довжиною ребра {\displaystyle a}: |
| -------------------------------------------------------------------------- | --- | ----------------------------------------------------------- |
| Радіус описаної сфери (проходить через всі вершини)                        | {\displaystyle R={\frac {1+{\sqrt {5}}}{2}}\cdot a=\varphi \cdot a}                                      | ≈ 1.618033988{\displaystyle \cdot a}                        |
| Радіус напіввписаної сфери (дотикається до всіх ребер)                     | {\displaystyle \rho ={\frac {1}{2}}{\sqrt {5+2{\sqrt {5}}}}\cdot a}                                      | ≈ 1.538841769{\displaystyle \cdot a}                        |
| Вписаної сфери п'ятисхила ротонда не має                                   | |                                                             |
| Висота H (Відстань між десятикутною та паралельною їй п'ятикутною гранями) | {\displaystyle H={\sqrt {\frac {5+2{\sqrt {5}}}{5}}}\cdot a}                                             | ≈ 1.37638192{\displaystyle \cdot a}                         |
| Площа поверхні                                                             | {\displaystyle S={\frac {5}{2}}\left({\sqrt {3}}+{\sqrt {26+{\frac {58}{\sqrt {5}}}}}\right)\cdot a^{2}} | ≈ 22.3472003{\displaystyle \cdot a^{2}}                     |
| Об'єм                                                                      | {\displaystyle V={\frac {45+17{\sqrt {5}}}{12}}\cdot a^{3}}                                              | ≈ 6.91776296{\displaystyle \cdot a^{3}}                     |

Центр масс п'ятисхилої ротонди лежить на її осі симетрії на відстані {\displaystyle {\frac {1}{4}}{\sqrt {\frac {25+11{\sqrt {5}}}{10}}}\cdot a} від нижньої основи.
При однаковій довжині ребра, висота п'ятисхилої ротонди більша за висоту п'ятисхилого купола (J5) в {\displaystyle \varphi ^{2}=\varphi +1\approx 2.618034} разів, де {\displaystyle \varphi ={\frac {1+{\sqrt {5}}}{2}}\approx 1.618034}  ‒ відношення «золотого перетину».

### Кути
Плоскі кути граней при вершині: 60°, 108°, 144°.
| Кути багатогранника                                     | Кути багатогранника | Кути багатогранника                          |
| ------------------------------------------------------- | --- | -------------------------------------------- |
| Двогранний кут між гранями {3} та {5}                   | {\displaystyle \alpha =\arccos \left(-{\sqrt {\frac {5+2{\sqrt {5}}}{15}}}\right)={\frac {\pi }{2}}+\arctan \left({\frac {\varphi +1}{2}}\right)} | ≈ 2.4892345 rad ≈ 142°37′21.47469′′          |
| Двогранний кут між гранями {3} та {10}                  | {\displaystyle \beta =\arccos \left({\sqrt {\frac {5-2{\sqrt {5}}}{15}}}\right)={\frac {\pi }{2}}-\arctan \left({\frac {2-\varphi }{2}}\right)} | ≈ 1.382085796 rad ≈ 79°11′ 15.65893′′        |
| Двогранний кут між гранями {5} та {10}                  | {\displaystyle \gamma =\arccos \left({\frac {\sqrt {5}}{5}}\right)=2\cdot \arctan \left({\frac {1}{\varphi }}\right)} | ≈ 1.1071487 rad ≈ 63°26′ 5.81576′′           |
| Тілесний кут при вершині 3.5.3.5                        | {\displaystyle \Omega _{1}=\pi +\arccos \left({\frac {3+16{\sqrt {5}}}{45}}\right)=4\arcsin \left({\sqrt {\frac {5+2{\sqrt {5}}}{15}}}\right)=}{\displaystyle =8\cdot \arctan \left({\sqrt {5}}-3+{\sqrt {15-6{\sqrt {5}}}}\right)}                            | {\displaystyle \Omega _{1}}≈ 3.6737527 ср    |
| Тілесний кут при вершині 3.5.10(Вершина нижньої основи) | {\displaystyle \Omega _{2}={\frac {\pi }{2}}+{\frac {1}{2}}\arccos \left({\frac {3+16{\sqrt {5}}}{45}}\right)=2\arcsin \left({\sqrt {\frac {5+2{\sqrt {5}}}{15}}}\right)=}{\displaystyle =4\cdot \arctan \left({\sqrt {5}}-3+{\sqrt {15-6{\sqrt {5}}}}\right)} | {\displaystyle \Omega _{2}} ≈ 1.836876374 ср |
| Сферичність                                             | {\displaystyle \Psi ={\frac {2{\sqrt[{3}]{{\frac {5\pi }{2}}\cdot (347+153{\sqrt {5}})}}}{5{\sqrt {3}}+(5+3{\sqrt {5}}){\sqrt {5+2{\sqrt {5}}}}}}} | {\displaystyle \Psi \thickapprox 0.78566629} |

## Координати вершин
Координати вершин п'ятисхилої ротонди з довжиною ребра a = 1:
- {\displaystyle \left(0,\pm {\frac {1+{\sqrt {5}}}{2}},0\right),}{\displaystyle \left({\frac {1}{2}}{\sqrt {\frac {5+{\sqrt {5}}}{2}}},\pm {\frac {3+{\sqrt {5}}}{4}},0\right),}{\displaystyle \left(-{\frac {1}{2}}{\sqrt {\frac {5+{\sqrt {5}}}{2}}},\pm {\frac {3+{\sqrt {5}}}{4}},0\right),}{\displaystyle \left({\frac {\sqrt {5+2{\sqrt {5}}}}{2}},\pm {\frac {1}{2}},0\right),}{\displaystyle \left(-{\frac {\sqrt {5+2{\sqrt {5}}}}{2}},\pm {\frac {1}{2}},0\right),} — ці координати задають вершини десятикутної грані, що лежать в площині Оху.

- {\displaystyle \left({\sqrt {\frac {5+2{\sqrt {5}}}{5}}},0,{\sqrt {\frac {5+{\sqrt {5}}}{10}}}\right),}{\displaystyle \left(-{\frac {1}{2}}{\sqrt {\frac {25+11{\sqrt {5}}}{10}}},\pm {\frac {1+{\sqrt {5}}}{4}},{\sqrt {\frac {5+{\sqrt {5}}}{10}}}\right),} {\displaystyle \left({\frac {1}{2}}{\sqrt {\frac {5+{\sqrt {5}}}{10}}},\pm {\frac {3+{\sqrt {5}}}{4}},{\sqrt {\frac {5+{\sqrt {5}}}{10}}}\right),} — ці координати задають вершини, що знаходяться між нижньою та верхньою основами.

- {\displaystyle \left(-{\sqrt {\frac {5+{\sqrt {5}}}{10}}},0,{\sqrt {\frac {5+2{\sqrt {5}}}{5}}}\right),} {\displaystyle \left({\frac {1}{2}}{\sqrt {\frac {5+2{\sqrt {5}}}{5}}},\pm {\frac {1}{2}},{\sqrt {\frac {5+2{\sqrt {5}}}{5}}}\right),} {\displaystyle \left(-{\frac {1}{2}}{\sqrt {\frac {5-{\sqrt {5}}}{10}}},\pm {\frac {1+{\sqrt {5}}}{4}},{\sqrt {\frac {5+2{\sqrt {5}}}{5}}}\right)} — ці координати задають вершини п'ятикутної грані верхньої основи.

При цьому вісь симетрії п'ятисхилої ротонди збігається з віссю координат Oz, а десятикутна грань нижньої основи лежить в площині xOy.
Вершини п'ятисхилої ротонди лежать в трьох паралельних площинах, відстані між якими:
{\displaystyle H_{1}={\sqrt {\frac {5+2{\sqrt {5}}}{5}}}-{\sqrt {\frac {5+{\sqrt {5}}}{10}}}={\sqrt {\frac {5-{\sqrt {5}}}{10}}}={\frac {1}{\sqrt {\varphi +2}}}\approx 0.525731}
{\displaystyle H_{2}={\sqrt {\frac {5+{\sqrt {5}}}{10}}}={\frac {\varphi }{\sqrt {\varphi +2}}}\approx 0.850651}

## Двоїстий багатогранник
П'ятисхила ротонда не має канонічно-двоїстого багатогранника (середньовписані сфери обох багатогранників збігаються).
Її топологічно-двоїстий може бути побудований лише загальним чином (кожній грані початкового багатогранника відповідає вершина двоїстого, кожній вершині початкового — грань двоїстого, з дотриманням симетрії початкового багатогранника), а тому форми та розміри двоїстого багатогранника до початкової п'ятисхилої ротонди можуть різнитися.
Двоїстий до п'ятисхилої ротонди, напіврозсічений п'ятикутний ромботрапецоедр (Semibisected pentagonal rhombitrapezohedron, dJ6), має 20 граней: 5 ромбів, 5 дельтоїдів та 10 різносторонніх трикутників; 35 ребер, 17 вершин.
Має вісь симетрії 5-го порядку
| Двоїстий багатогранник | Розгортка двоїстого | Поєднання п'ятисхилої ротонди та її двоїстого |
| ---------------------- | ------------------- | --------------------------------------------- |
|                        |                     |                                               |

## Пов'язані багатогранники
Дві п'ятисхилі ротонди можна поєднати по десятикутній грані в прямій орієнтації (поєднуються однойменні грані), утворивши багатогранник Джонсона J34 п'ятисхилу пряму біротонду.
Якщо одну з цих ротонд повернути на 36º, тобто поєднати їх в повернутій орієнтації (поєднуються різнойменні грані), утвориться напівправильний багатогранник Архімеда ікосододекаедр. По іншому його можна назвати п'ятисхила повернута біротонда.
До п'ятисхилої ротонди можна приєднати п'ятисхилий купол, в прямій або повернутій орієнтації, утворивши багатогранники Джонсона J32 (п'ятисхилу пряму куполоротонду) та J33 (п'ятисхилу повернуту куполоротонду).
До десятикутної грані п'ятисхилої ротонди можна приєднати десятикутну призму або десятикутну антипризму, утворивши багатогранники Джонсона J21 (подовжену п'ятисхилу ротонду) та J25 (скручену подовжену п'ятисхилу ротонду).